# Hermann Englberger
Hermann Englberger (* 24. März 1972 in Vilsbiburg) ist ein deutscher Wissenschaftler für Wirtschaftsstrategie und Wirtschaftsingenieurwesen.

## Leben
Hermann Englberger legte 1991 sein Abitur am Humanistischen Gymnasium und Internat in Gars am Inn ab. Anschließend studierte er Informatik und Wirtschaftswissenschaften an der TU München (TUM) und schloss 1996 als Diplominformatiker ab. Von 1996 bis 2000 arbeitete Englberger als wissenschaftlicher Mitarbeiter an der TUM School of Management, wo er im Jahr 2000 summa cum laude promovierte. Von 2000 bis 2004 wirkte Hermann Englberger als Strategiemanager in der Konzernzentrale der Siemens AG. 2002 bis 2004 nahm er zusätzlich einen Lehrauftrag an der Hochschule Landshut an. 2004 wurde Englberger mit 32 Jahren zum Professor für Strategie an die Hochschule für angewandte Wissenschaften München (HM) berufen. 2008 wurde er an der HM zum Dekan der Fakultät Wirtschaftsingenieurwesen gewählt und 2011, 2015 und 2019 wiedergewählt sowie 2019 zum Sprecher der Dekane der HM gewählt. Seit 2008 ist Hermann Englberger Mitglied der Erweiterten Hochschulleitung der HM, seit 2011 Vorstandsmitglied im Deutschen Fakultätentag Wirtschaftsingenieurwesen FFBTWI und seit 2014 Beiratsmitglied im Verband Deutscher Wirtschaftsingenieure VWI.
Hermann Englberger ist verheiratet, Vater dreier Kinder und wohnt im Landkreis Landshut in der Gemeinde Kröning, wo er 2014 zum ehrenamtlichen 2. Bürgermeister gewählt und 2020 wiedergewählt wurde.

## Schriften (Auswahl)
- Qualifikationsrahmen Wirtschaftsingenieurwesen, mit Uwe Dittmann et al., FFBT Wirtschaftsingenieurwesen, Stuttgart Steinbeis, 3.A. 2019, ISBN 978-3-95663-205-1.
- Telekooperation – Verteilte Arbeits- und Organisationsformen, mit Ralf Reichwald u. Kathrin Möslein et al., Berlin Springer, 2.A. 2000, ISBN 3-540-65876-9 (ausgezeichnet mit Schmalenbach-Preis 1999).
- Kommunikation von Innovationsbarrieren – Die interaktive Diagnose in telekooperativen Reorganisationsprozessen, Reihe Markt- und Unternehmensentwicklung, Wiesbaden Gabler, 2000, ISBN 3-8244-7168-X.